# A Banda das Velhas Virgens
A Banda das Velhas Virgens é um filme brasileiro de 1979, do gênero comédia, dirigido por Pio Zamuner, produzido pela PAM Filmes e estrelado por Mazzaropi. Sua locações ocorreram em Ubatuba. Neste filme, o personagem-chave, chamado "Gostoso", é o responsável por uma banda formada por mulheres idosas e beatas.

## Enredo
O caboclo "Gostoso" é o maestro de uma banda feminina, formada unicamente por mulheres idosas e beatas. Orgulho da pequena cidade, a banda é mantida pelos donativos recolhidos pela igreja. Ele e sua família moram e trabalham na fazenda do rico Coronel Gerêncio. Seus filhos Dorinha e Nestor namoram às escondidas os filhos do patrão, mas quando isso vem à tona, ambos são punidos e expulsos da Fazenda. 
Sozinho e sem a ajuda dos filhos, "Gostoso" decide mudar para a capital, onde a família passa a trabalhar recolhendo sucata para revender em um ferro-velho. Certo dia encontram um saco com joias preciosas, mas pensam se tratar de bijuteria sem valor e desconhecem que o fato de que foram roubadas e abandonadas por um ladrão em fuga. "Gostoso" acaba preso, acusado pelo roubo. Após provar que é inocente, as joias são devolvidas à proprietária, que resolve a vida da família.

## Elenco
- Amácio Mazzaropi - Ananias, seu "Gostoso"
- Geny Prado - Dona Generosa
- Renato Restier - Seu Gerôncio
- André Luiz Toledo - Nestor
- Cristina Neves - Dorinha
- Marcos Wainberg - Raul
- Heloísa Raso - Marina
- Felipe Levy - Padre
- Gilda Valença - Dona Mercedes
- Denise Assunção - Líria
- Aparecida Baxter - Esposa de seu Gerôncio
- Paulo Pinheiro - Delegado
- Will Damas - ladrão das joias
- Argeu Ferrari - Escrivão
- José Velloni - Detetive
- Guiomar Pimenta - Velha que quer tocar na Banda
- Carlos Garcia - Dono do bar (na praia)
- Leonardo Camilo - Caipira que gosta de Dorinha
- Antonio Rodi - Caipira que gosta de Dorinha
- Edson Gallo - Caipira que gosta de Dorinha
- Augusto César Guará
- Douglas Tadeu

## Legado
Segundo o vocalista Paulão de Carvalho, o título do filme inspirou o nome da banda de rock paulistana Velhas Virgens, originada no ano de 1986.